# Federação das APAEs do Estado de São Paulo
Federação das APAEs do Estado de São Paulo (FEAPAEs) foi fundada em assembléia realizada em 29 de maio de 1993 na cidade de Jundiaí.
É a entidade máxima das APAEs no Estado de São Paulo, Brasil.
Ela é responsável por convocar e organizar as Assembléias, encontros regionais, realizar o evento Olimpíada Estadual das APAEs e o Festival Nossa Arte, entre outros eventos oficiais do movimento APAEano
. A Federação é responsável também por proteger a marca no Estado de São Paulo e monitorar a atividade das filiadas.
A FEAPAEs responde à Federação Nacional das APAEs.